# Geralda de Cardona
Geralda de Cardona, també Gueraua, Jerònima i Galda (? - 24 de setembre de 1303), monja cistercenca que va ser abadessa del monestir de Santa Maria de Vallbona de les Monges.

## Biografia
Filla de Guillem I de Cardona i de Geralda de Jorba-Altarriba, es va fer monja en companyia de la seva germana Elisenda de Cardona i, posteriorment, fou abadessa del Monestir de Santa Maria de Vallbona de les Monges en dos abadiats diferents. El primer s'inicià el 28 de març de 1267, després de la renúncia de l'anterior abadessa, Arnalda d'Altarriba, i va durar fins al 14 de novembre de 1270, amb la seva renúncia. El segon abadiat, bastant més llarg (entre el 4 d'abril de 1273 i el 12 de juliol de 1282), va resultar ser una etapa molt més brillant que l'anterior.
Durant el primer abadiat, es produeix la visita de Jaume I el Conqueridor, probablement acompanyat de diversos cavellers que tres dies abans estaven amb ell a Tarragona: Ramon de Montcada, Ramon de Guàrdia, Pere de Berga, Galceran de Pinós i Guillem de Castellnou.
El seu segon abadiat, en què Geralda va comptar amb el suport de la priora Gueralda de Queralt, la sots-priora Berenguera de Manlleu, la cellerera E. de Buella i l’operària A. d’Altarriba, s'estrena amb el privilegi concedit per Jaume I (6 d'abril de 1273) per vendre o empenyorar les propietats del monestir en cas de necessitat.
També en aquest període van arribar a Vallbona, el 23 d'octubre de 1275, les despulles de la reina Violant d'Hongria i de la seva filla Sança d'Aragó per ser enterrades en la seva tomba definitiva, tal com havia disposat la reina Violant en el testament, vint-i-cinc anys enrere. Totes dues sepultures són a banda i banda de l'altar de la nau del monestir.